# آزادی (مستند سینمایی)
آزادی مستند بلند سینمایی به کارگردانی رضا فرهمند و کمیل سهیلی محصول سال ۱۳۹۴ است. این فیلم در سی و چهارمین دوره جشنواره فیلم فجر و ششمین دوره جشنواره فیلم حقیقت در بخش بهترین کارگردانی نامزد دریافت بهترین جایزه شد.

## خلاصهٔ فیلم
مستند آزادی دربارهٔ کشتار بی‌رویه پرندگان مهاجری است که از شمال آسیا و اروپا برای زمستان گذرانی وارد تالاب‌های میانکاله و فریدون کنار می‌شوند. عوامل فیلم با نفوذ در مافیای کشتار و فروش غیرمجاز میلیونها پرنده مهاجر (که تعدادی از آنها در لیست موجودات در حال انقراض هستند) تلاش می‌کنند از تمام زوایای پیدا و پنهان این اتفاق و رخدادهای آن اسناد تهیه کنند. در این فیلم رئیس اداره محیط زیست مازندران، رئیس شورای دامگاه داران، مدیر باغ پرندگان، انجمن دوستداران محیط زیست و شکارچیان و دامگذاران مختلف دربارهٔ میزان پرندگان صید شده و علت عدم پیشگیری از انقراض دسته جمعی گونه‌های در معرض خطر، مورد سؤال قرار می‌گیرند.

## جشنواره‌ها
- سی و چهارمین دوره جشنواره فیلم فجر،[۴] بخش مسابقه سینما حقیقت، ایران، ۱۳۹۴[۵]
- نهمین جشنواره بین‌المللی فیلم مستند سینما حقیقت، بخش مسابقه ملی، تهران، ایران ۱۳۹۴،

### نامزدی‌ها
- کاندیدای جایزه بهترین کارگردانی فیلم مستند، سی و چهارمین دوره جشنواره فیلم فجر، ایران، ۱۳۹۴[۶]

## نقد و نظر
- محمد آقازاده (از انجمن منتقدین سینمای تجربی ایران)

هنر و امتیاز فیلم در همین نبرد خود را نشان می‌دهد بازیگرانی که در جنبه‌های مختلف ایستاده‌اند با همه وجودشان از منطق منفعیت روزمره گی شان دفاع می‌کند و آنچنان در این منفعت فرومی‌روند که دوربین را نمی‌بینند، آن را سلاحی برای پیشبرد منافع آنی شان می‌کنند، همه در این اکنونیت منافع دارند، حتی رئیس محیط زیست، همه رازی را پنهان می‌کنند که از همان آغاز رو می‌شود، سازش و سازگاری برای حفظ وضع موجود، این امتیاز را نباید دست کم گرفت، اگر بتواند خود را کمی بتراشد و از قد زمان اش بکاهد، اثری مستند از وضعیت روزگار ما می‌شود.

## حاشیه‌ها
فیلم مستند آزادی انتقادات زیادی را از سوی سازمان‌های زیست‌محیطی برانگیخت. بر اساس گزارش‌های سالیانه تا دو میلیون بال پرنده مهاجر از جمله: انواغ غازها، مرغابی‌های مختلف که تعدادی از آنها مانند اردک چشم بلوطی به شدت در معرض انقراض هستند و انواع قوها، پلیکان، فلامینگو، بوتیمار، خروس کولی و غیره صید می‌شود. این در حالی است که نسل تعدادی از آنها مانند درنای سیبری بر اثر شکار بی‌رویه و تخریب زیستگاه به کلی نابود شده و فقط یک عدد درنای سیبری باقی مانده است که هر سال از سیبری به سمت تالاب‌های ایران پر می‌کشد و انقراض آن مسلم شده است. سازمان‌های بین‌المللی حفاظت از محیط زیست پرندگان به کرات در این مورد هشدار داده‌اند اما اقداموثری از سوی مسئولین ایرانی، مبنی بر جمع‌آوری تورهای هوایی و دام‌های دسته جمعی و مقابله با قاچاقچیان حیات وحش، صورت نگرفته است. شواهدی از همکاری مسئولان محیط زیست با عوامل کشتار و قاچاق گوشت پرندگان از مأموران تا عالی‌ترین مقام سازمان محیط زیست در مستند آزادی مشاهده می‌شود.